# Carahue
Carahue est une ville et une commune du Chili de la Province de Cautín, elle-même située dans la Région de l'Araucanie. En 2012, la population de la commune s'élevait à 10 678 habitants. La superficie de la commune est de 1 341 km2 (densité de 8 hab./km²),.

## Situation
Le territoire de la commune de Carahue se trouve dans la vallée centrale du Chili. L'agglomération principale est située le long du río Cholchol. La commune est située à 606 kilomètres à vol d'oiseau au sud de la capitale Santiago et à 26 kilomètres au nord-ouest de Temuco capitale de la Région de l'Araucanie.

## Histoire
Durant la pacification de l'Auricanie en 1881, les Mapuches habitant la région tentent de se révolter contre la colonisation de leur territoire mais sont matés par les militaires chiliens. Pour contrôler les populations indigènes ceux-ci construisent un fort baptisé Carahue qui donne par la suite son nom à l'agglomération. La commune de Carahue est créée en 2004 par scission du nord du territoire de la commune existante de Nueva Imperial. Sa population est majoritairement mapuche.

Position de Carahue (en rouge) au sein de la Région de l'Araucanie.